# Курскеев, Абдрахман Козлоевич
Абдрахма́н Козло́евич Курске́ев (ингуш. Курскенаькъан Козлой Ӏадрахьман; 15 сентября 1937, Ангушт, Пригородный район, ЧИАССР) — казахстанский учёный-сейсмолог, доктор геолого-минералогических наук, профессор, академик Национальной академии наук Казахстана.

## Биография
Родился 15 сентября 1937 года в ингушском селе Ангушт (ныне — село Тарское) Пригородного района, Чечено-Ингушского АССР. По национальности — ингуш. В 1944 году вместе со всеми жителями села (ингушами) подвергнут ссылке в Казахстан.
В 1961 году окончил Казахский политехнический институт по специальности «Инженер-геофизик». В 1961—1966 гг. был старшим инженером, а в 1966—1976 гг. занимал должности младшего и старшего научного сотрудника, а затем заведующего лабораторией гравимагнитного поля Института геологических наук Академии наук Казахской ССР.
С 1976 года работает в Институте сейсмологии Национальной академии наук Казахстана: 1989 по 2011 г. — заведующим лабораторией вариаций геофизических полей и директором, с 2011 года — заведующим лабораторией физики геодинамических и сейсмических процессов.
В 1978 году стал доктором геолого-минералогических наук. В 1992 году получил учёное звание профессора. С 1999 по 2002 г. являлся академиком-секретарём отделения наук о Земле Национальной академии наук Казахстана. В 2002 году стал академиком Национальной академии наук Казахстана.

## Научные труды
Диссертации:
- Экспериментальные исследования скорости упругих волн и плотности горных пород при высоких давлениях в связи с изучением глубинного строения Успенской тектонической зоны : диссертация … кандидата геолого-минералогических наук : 04.00.00. — Алма-Ата, 1968. — 222 с. : ил.
- Петрофизика земной коры территории Казахстана : диссертация … доктора геолого-минералогических наук : 01.04.12. — Алма-Ата, 1978. — 309 с. : ил. + Прил.(217с.табл.).

Сочинения:
- Справочник физических свойств горных пород Казахстана / А. К. Курскеев. — Алма-Ата : Наука, 1983. — 268, 19 с.; 22 см.
- Проблемы прогнозирования землетрясений / А. К. Курскеев; АН КазССР, Ин-т сейсмологии. — Алма-Ата : Наука КазССР, 1990. — 262,[1] с. : ил.; 22 см; ISBN 5-628-00327-1
- Геофизическая характеристика земной коры Казахстана [Текст] / А. К. Курскеев ; АН КазССР, Ин-т геол. наук им. К. И. Сатпаева. — Алма-Ата : Наука, 1977. — 191 с., 2 л. ил., 3 отд. л. : ил.; 27 см.
- Альпийский тектогенез и сейсмогенные структуры : (Джунгаро-Северо-Тянь-Шан. регион) / А. К. Курскеев, А. В. Тимуш; АН КазССР, Ин-т сейсмологии АН КазССР, Ин-т сейсмологии. — Алма-Ата : Наука КазССР, 1987. — 178,[1] с. : ил.; 20 см + Прил. (1 л. схем.).

## Награды
В 2007 году награждён медалью «Ерен енбегi ушiн» («За трудовое отличие»). В 2022 году указом Президента Казахстана награждён орденом «Парасат».